# Кабанов, Евгений Леонидович
Евгений Леонидович Кабанов (9 июня 1926, Москва — 2 ноября 1991, Москва) — советский гребец, тренер по академической гребле и спортивный функционер. Мастер спорта СССР. Заслуженный тренер СССР (1956). Заслуженный работник физической культуры РСФСР (1985).

## Биография
Родился 9 июня 1926 года в Москве. Занимался академической греблей в спортивном обществе «Крылья Советов», тренировался под руководством Александра Шведова. Наиболее значимых результатов добивался на рубеже 1940-х и 1950-х годов, когда становился чемпионом СССР в классах двоек (1949, 1950) и четвёрок (1950).
В 1953 году окончил Московский авиационный институт. В том же году завершил спортивную карьеру и перешёл на тренерскую работу. В 1956 году на Олимпийских играх в Мельбурне его ученики Игорь Булдаков и Виктор Иванов завоевали серебряные медали в классе двоек без рулевых.
На протяжении многих лет работал на руководящих должностях в Спорткомитете СССР, в 1968—1989 годах возглавлял Федерацию гребного спорта СССР, с 1973 года был также вице-президентом Международной федерации гребного спорта.
Умер 2 ноября 1991 года в Москве. Похоронен на Даниловском кладбище.